# 笠形山
笠形山（かさがたやま）は、兵庫県神崎郡神河町と多可郡多可町との境に位置する山である。標高は939.4メートルで、山頂からは播磨平野を望むことができ、一等三角点も置かれている。関西百名山、近畿百名山、ふるさと兵庫50山の一つに数えられる。千ヶ峰と共に、笠形山千ヶ峰県立自然公園を形成している。

## 画像

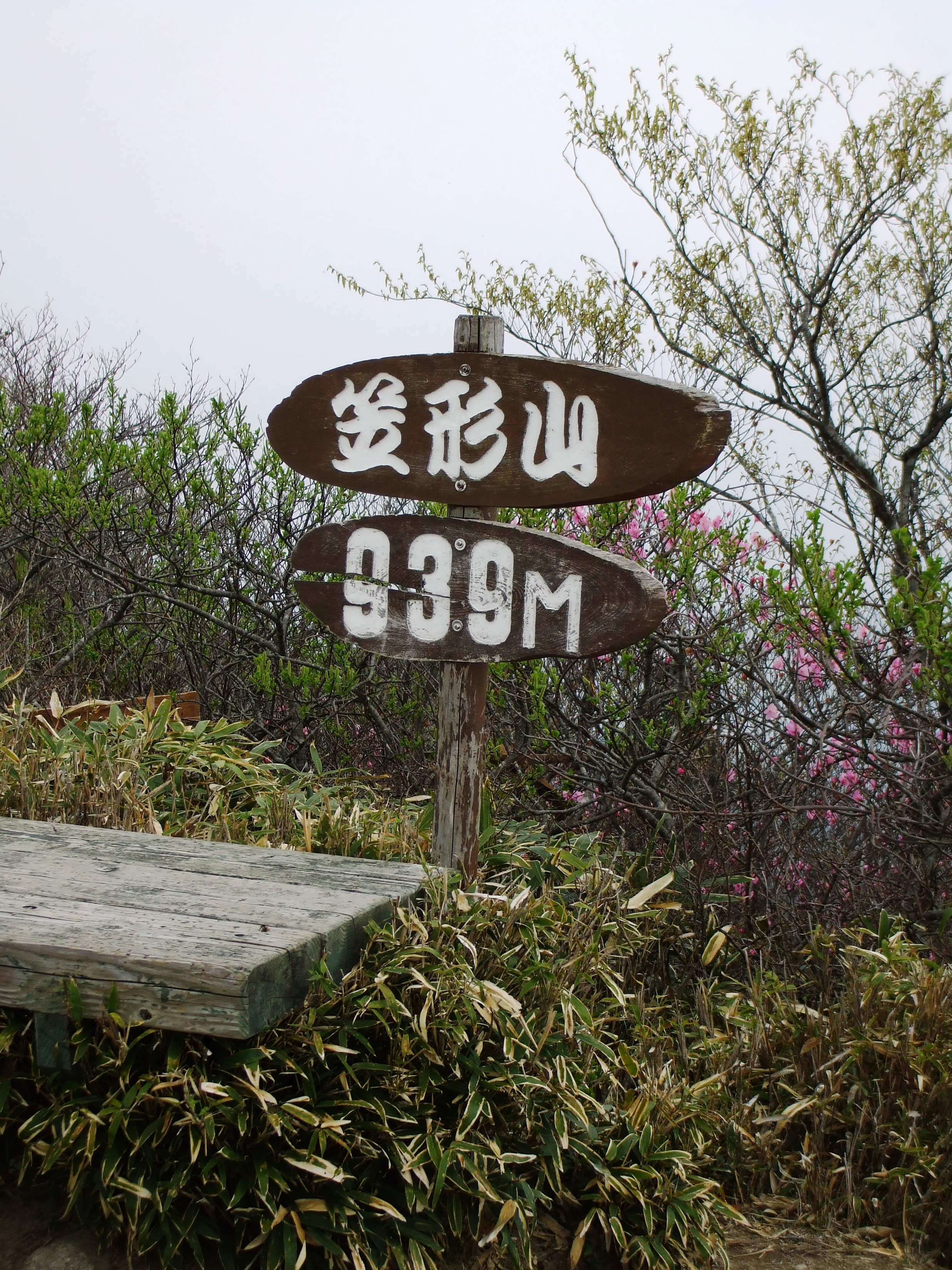
笠形山頂上
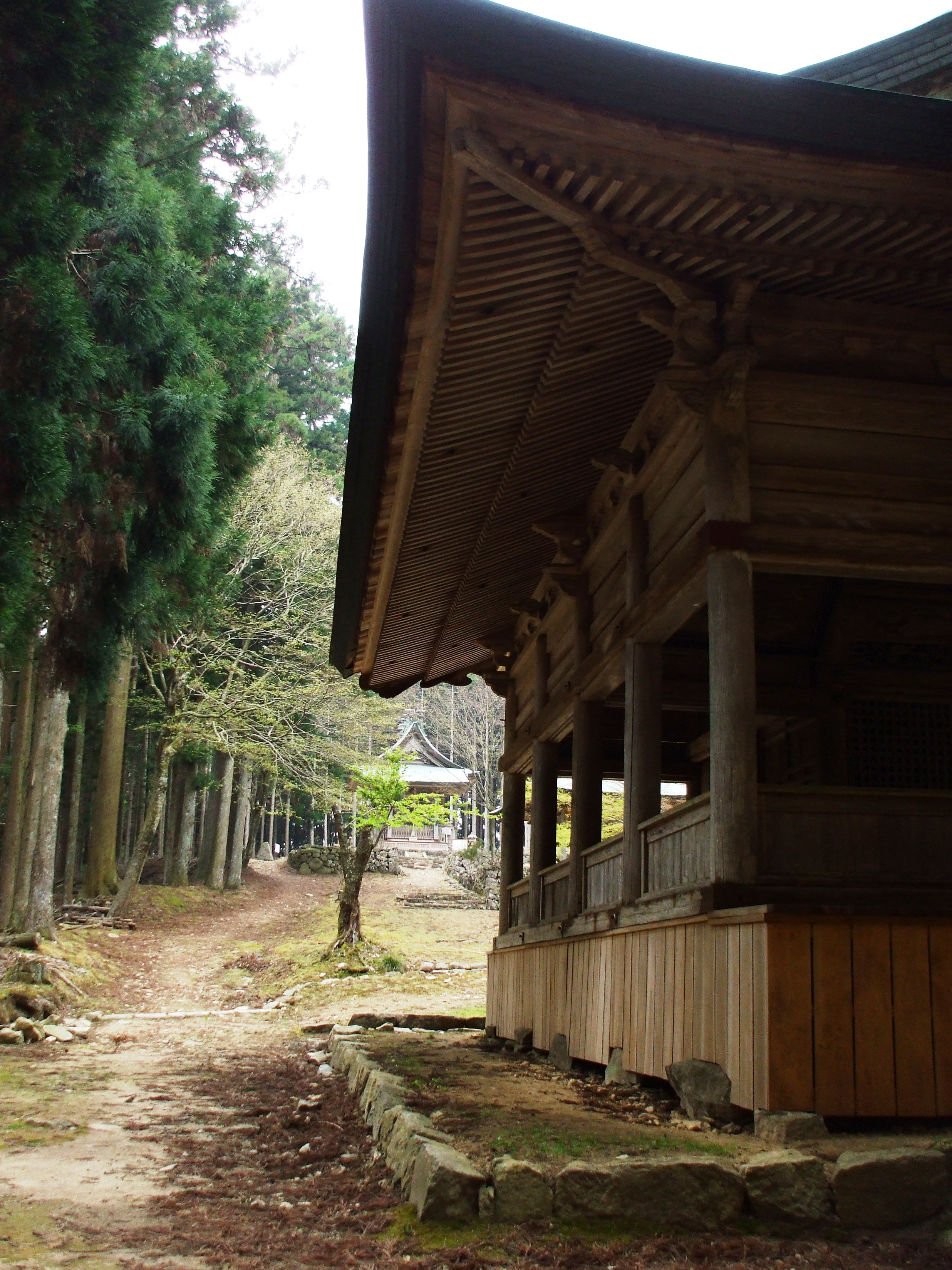
笠形神社
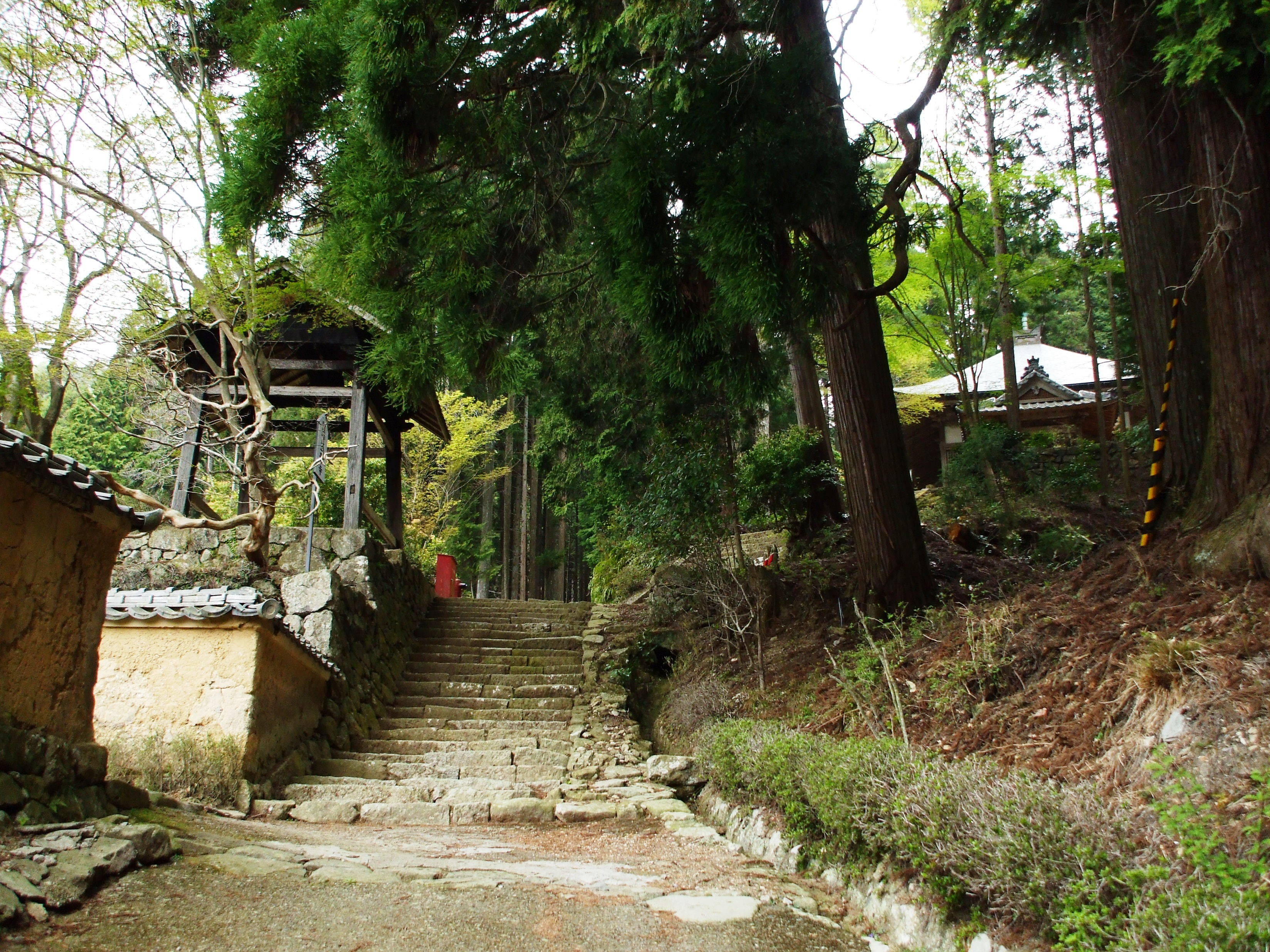
笠形寺